# Michel Raynaud
Michel Raynaud (16 de junho de 1938 – 10 de março de 2018) foi um matemático francês.
Conhecido por seu trabalho sobre geometria algébrica, é desde 1967 professor da Université Paris-Sud.
Em 1987 recebeu o Prêmio Ampère da Académie des Sciences. Em 1995 recebeu o Prêmio Cole, juntamente com David Harbater, pela solução da conjectura de Abhyankar.